# Pebane (distrito)

El distrito de Pebane es un distrito de la provincia de Zambezia en Mozambique.
El distrito tenía 198,451 habitantes según el censo de 1997, y pasó a tener 195,857 en 2017.